# Åke Andersson (Fußballspieler)
Åke Magnus Andersson (* 22. April 1917 in Göteborg; † 20. Juli 1983 ebenda) war ein schwedischer Fußballspieler. Der Außen- oder Halbstürmer kam in seiner Karriere neben 165 Spielen in der Allsvenskan, Schwedens höchster Fußballliga, zu zwölf Länderspieleinsätzen für die schwedische Nationalmannschaft.

## Laufbahn
Andersson begann mit dem Fußballspielen bei BK Forward, ehe er über Elisedals IS 1935 zu GAIS kam. Dort debütierte „Carnera“, so lautete sein Spitzname, in der Allsvenskan. In seiner zweiten Spielzeit beim Verein aus Göteborg konnte er sich einen Stammplatz im Sturm erkämpfen. 1937 stieg er mit dem Klub in die Division II ab. Nach einer Spielzeit in der zweiten Liga verließ er den Verein und Göteborg.
Andersson kehrte in die erste Liga zurück und heuerte bei AIK an. Hier konnte er sich auf Anhieb einen Stammplatz erkämpfen. Sieben Spielzeiten lief er für den Klub in der Allsvenskan auf. Seine Karriere ließ er ab 1946 beim unterklassigen Rålambshovs IF ausklingen.
Andersson war zwischen 1937 und 1941 schwedischer Nationalspieler. Er bestritt insgesamt zwölf Länderspiele und schoss dabei zwei Tore. Bei der Weltmeisterschaft 1938 gehörte er zum Kader der Landesauswahl und kam im Spiel um den dritten Platz gegen Brasilien zu seinem einzigen Turnierspiel.

## Bemerkenswertes
Anderssons Bruder Folke spielte für GAIS in der Spielzeit 1946/47 kurzzeitig in der Allsvenskan.